# Veronica Ferres
Veronica Ferres, egentligen Veronika Maria Cäcilia Ferres, född 10 juni 1965 i Solingen, Nordrhein-Westfalen, Tyskland, är en tysk skådespelare.
Hon har bland annat medverkat i Lés Misérablés (fransk version från 2000) tillsammans med Gérard Depardieu.

## Filmografi (urval)
- Red Sonja (2025)
- 2024 – The Unholy Trinity
- Klimt (2006)
- Les Misérables (2000)
- Rossini (1997)
- Das Superweib (1996)
- Katharina den stora (1995)
- Schtonk! (1992)